# سوخو-۳۸
سوخو اس‌یو-۳۸ (به انگلیسی: Sukhoi_Su-38) یک هواگرد از نوع سم پاش ساخت شرکت KnAAPO, NAPO, Smolensk Aviation Plant است. هواگرد سوخو اس‌یو-۳۸ نخستین پروازش را در ۲۷ ژوئیه ۲۰۰۱ میلادی انجام داد. در مجموع، تعداد ۱ فروند از این هواگرد ساخته شده‌است.
طراح این هواگرد، سوخو design bureau بود.